# Takashi Shimoda
Takashi Shimoda (Hiroshima, Prefectura d'Hiroshima, Japó, 28 de novembre de 1975) és un exfutbolista japonès.

## Selecció japonesa
Takashi Shimoda va disputar 1 partits amb la selecció japonesa.